# Josef Wenninghoff
Josef Wenninghoff (* 12. Februar 1937; † 19. Februar 2017) war ein deutscher Tischtennisspieler. Er war deutscher Meister im Mixed und nahm an der Weltmeisterschaft 1957 teil.

## Jugend
Wenninghoff spielte beim Verein TTV Metelen. 1953 und 1954 errang er mehrere Titel beim Westdeutschen Tischtennisverband WTTV und auf DTTB-Ebene:
- 1953: Deutscher Jugendmeister im Einzel[1]
- 1953/54: Westdeutscher Meister im Einzel, Doppel (mit Klemens Tietmeyer) und Mixed (mit Maria Klein)[2]
- 1954: Deutscher Jugendmeister im Einzel[1]

Als 15-Jähriger wurde Wenninghoff in die Herrenmannschaft des TTV Metelen integriert, die damals in der höchsten deutschen Spielklasse, der Oberliga, antrat und 1958 Deutscher Pokalsieger und 1959 deutscher Mannschaftsmeister wurde.

## Erwachsene
Mit dieser Mannschaft wurde er 1958 deutscher Pokalsieger, 1959 deutscher Meister und 1960 deutscher Vizemeister. Auch bei den deutschen Einzelmeisterschaften erreichte er mehrere gute Platzierungen. Mit Ulla Paulsen wurde er 1957 deutscher Meister im Mixed, ein Jahr später kam das Paar ins Halbfinale. Im Doppel kam er zweimal ins Endspiel, nämlich 1955 mit Leo Junggeburth und 1957 mit Bernie Vossebein. Mit Vossebein wurde er bei der DM 1959 Dritter. Bereits 1958 hatte er mit ihm die westdeutsche Meisterschaft im Doppel gewonnen.
1955 wurde Wenninghoff in der deutschen Rangliste auf Platz 11 geführt.
Ein internationaler Erfolg war der Gewinn des Doppelwettbewerbes mit Bernie Vossebein bei den internationalen Meisterschaften von Luxemburg. 1957 wurde er für die Individualwettbewerbe der Weltmeisterschaft in Stockholm nominiert. Hier kam das eingespielte Doppel mit Bernie Vossebein durch Siege über Mahomed Cassim Peer/Mohamed Goolam Hoosen Molla (Südafrika), Bjorn Olov Karlsson/Leif Bergman (Schweden) und Sebastiao Coelho/Antonio Osorio (Portugal) drei Runden weiter, ehe es an den Ungarn Ferenc Sidó/Elemer Gyetvay scheiterte. Im Einzel schied Wenninghoff in der ersten Runde gegen Einar Lyttik (Dänemark) aus.
Für seine Erfolge wurde Wenninghoff vom Westdeutschen Tischtennisverband 1965 mit der Silbernen Ehrennadel und 1989 mit der Goldenen Ehrennadel des Westdeutschen Tischtennisverbandes WTTV ausgezeichnet.

## Turnierergebnisse
| Verband | Veranstaltung     | Jahr | Ort       | Land | Einzel     | Doppel    | Mixed        | Team |
| ------- | ----------------- | ---- | --------- | ---- | ---------- | --------- | ------------ | ---- |
| GER     | Weltmeisterschaft | 1957 | Stockholm | SWE  | letzte 128 | letzte 16 | keine Teiln. |      |